# Pawlo Schkapenko
Pawlo Leonidowytsch Schkapenko (ukrainisch Павло Леонідович Шкапенко; * 16. Dezember 1972; † 17. April 2023) war ein sowjetischer bzw. ukrainischer Fußballspieler, der im offensiven Mittelfeld reüssierte und mehrere Titel in der Ukraine gewann.

## Sportlicher Werdegang
Schkapenko entstammt der Jugend von Metalurh Saporischschja, für den er 1990 in der Wysschaja Liga im Erwachsenenbereich debütierte. Nach der Unabhängigkeit der Ukraine und der damit verbundenen Gründung der Premjer-Liha als ukrainischer Meisterschaft wechselte er 1992 zu Dynamo Kiew. 1993 avancierte er zum Nationalspieler, bis 1997 bestritt er zehn Länderspiele. 1993 und 1996 gewann er mit dem Klub das Double aus Meisterschaft und Landespokal, 1994, 1995 und 1997 gewann er zudem den Meistertitel.
Nachdem Schkapenko bei Dynamo Kiew zeitweise nur noch in der Reservemannschaft eingesetzt worden war, zog er 1998 zu ZSKA Kiew weiter. 1999 wechselte er zum russischen Klub Uralan Elista, den er bereits nach einer Halbserie in Richtung Torpedo Moskau verließ. 2001 wechselte er zum russischen Zweitligisten Schinnik Jaroslawl, nach einer Spielzeit ging er zu Tom Tomsk und anschließend zum FK Kuban Krasnodar, wo er 2004 seine Profilaufbahn beendete.